# Nyssodrysilla
Nyssodrysilla is een kevergeslacht uit de familie van de boktorren (Cerambycidae). De wetenschappelijke naam van het geslacht werd voor het eerst geldig gepubliceerd in 1962 door Gilmour.

## Soorten
Nyssodrysilla omvat de volgende soorten:
- Nyssodrysilla irrorata (Melzer, 1927)
- Nyssodrysilla lineata Gilmour, 1962
- Nyssodrysilla vittata (Melzer, 1935)